# Tepecoyo
Tepecoyo es un distrito que pertenece al municipio de La Libertad Oeste del departamento de La Libertad, El Salvador. Tiene una población de 14 097 habitantes según el censo salvadoreño de 2024. Pertenece a los distritos ubicados a lo largo de la Cordillera del Bálsamo.
| Censo | Población | Cambio | Porcentaje |
| ----- | --------- | ------ | ---------- |
| 2007  | 14 322    | N/D    | N/D        |
| 2024  | 14 097    | -225   | -1.6%      |

## Historia
El poblado de Tepecoyo es de origen precolombino pipil. Hacia 1550 habitaban en el lugar unas 550 personas.   
De acuerdo con la relación geográfica hecha en 1740 por el alcalde mayor de San Salvador, Manuel de Gálvez Corral, el pueblo de San Esteban Tepecoyo contaba con 35 indios, se cultivaba maíz y algodón y se criaban gallinas.
En 1786 ingresó al Partido de Opico, donde solo poseía la calle principal y el asentamiento de los indígenas. Para aquella época, en el municipio solo existían las casas de los indígenas, la iglesia colonial, una escuela (scholae) y el cabildo.  

### Pos-independencia
En el año de 1832 fue abierta una mina de oro al sur de la población. Dicho oro fue vendido en Guatemala.
Para la década de 1860 fue creado el último barrio del pueblo: Inmaculada Concepción.   
En el informe del Gobernador Andrino del 25 de enero de 1862, se describe que el pueblo había "descollado su ilustración" y que había mejorado mucho. Contaba con una escuela con notables adelantos y un fondo regularmente administrado. El número de habitantes que contenía la jurisdicción era de 842.
Desde 1865 forma parte del departamento de La Libertad  
De acuerdo con la estadística del departamento de La Libertad hecha por el gobernador José López en el 23 de mayo de 1865, tenía una población de 1068 personas.
Obtuvo el título de «villa» en 1874, cuando el municipio obtuvo sus cinco barrios completamente.

### SigloXX
En las décadas de 1960 y 1970 Tepecoyo poseía caminos urbanos empedrados y aún de tierra, donde los primeros poseían el canal de aguas lluvias al centro de la calle. Las casas eran en su mayoría de bajareque y el tendido eléctrico estaba compuesto por postes de maderas y focos pequeños que eran encendidos desde las seis de la tarde hasta las diez de la noche. El transporte era escaso, la ruta 106 tenía por nombre "La flecha de oro", cuyo dueño era don Santiago Sotelo. 
Durante estos años se creó el grupo de "Las Damas de Gris" en beneficio a la creación de la Cruz Roja de Tepecoyo.
En la década de los años 1990 existió una fundación de ayuda municipal llamada "FUNDECOYO". Esta fue fundada en noviembre de 1991 con un total de 56 miembros fundadores, todos empresarios agrícolas de Tepecoyo. En el período del Lic. Raúl Pleitéz se construyeron las escuelas de los cantones El Guamo, Cantón San Antonio, El Carrizo y Los Laureles, también se desarrollaron programas de alfabetización, potabilización del agua, programas de salud y becas para bachillerato.
En el año de 1993, la Dirección General de Caminos del MOP gestionó la reconstrucción de 5 km de la carretera entre Ateos y Tepecoyo, además de la red secundaria de caminos. ANDA colocó clorinadores de agua para la potabiliziación de la misma en el área urbana del municipio, beneficiando a un total de 8,000 habitantes.

### SigloXXI
El 13 de enero de 2001, el pueblo sufrió de un enjambre sísmico, lo que hizo que se cayeran diversas casas coloniales, la casa comunal, la clínica municipal, la alcaldía y la iglesia parroquial, lo que además provocó rupturas en las cañerías subterráneas y lo cual dejó al entonces municipio sin el servicio de agua potable alrededor de un mes. 
Entre el 12 y 16 de octubre de 2011, lluvias incesantes cayeron en la cordillera del bálsamo, afectando principalmente Jayaque y Tepecoyo. Su carretera principal fue bloqueada por diversos derrumbes, se formaron carcavas y colapsó el puente "Quebrada Los Encuentros".
El 30 de abril de 2012 fue inaugurado los parques ecoturísticos El Hogar y La Amistad, construido bajo la gestión de la licda. Matilde Arely Paz de Cuéllar. Bajo la misma administración se rescataron las carreras de cinta en el barrio El Calvario bajo la modalidad bicicleta.
Entre los años 2021 y 2022 la carretera principal que da acceso al distrito fue totalmente asfaltada nuevamente luego de 22 años durante el cuarto mandato de la alcaldesa Janet González y la administración presidencial de Nayib Bukele.

## Información general
El distrito cubre un área de 61,4 km² y la cabecera tiene una altitud de 780 m s. n. m. El topónimo náhuat Tepecoyo significa «Agujero del cerro» o «Cueva en el cerro» así mismo como Cerro de los Coyotes o Cerro de los Coyoles. Las fiestas patronales se celebran en el mes de enero en honor a San Esteban mártir. A través de los años, la localidad ha sido conocida como Coyo (1548), San Esteban Tepecoyo (1740), Tepecollo (1770) y Tepecoyo (1807). Se destaca por su elaboración de productos a base de bálsamo y el cultivo de café.
Tepecoyo se encuentra dividido en 10 cantones y 21 caseríos para una mejor administración, siendo sus cantones: El Carrizo, El Guamo, El Mojón, El Zacamil, La Javía, Las Flores, Los Alpes (antes conocido como El Zope), Los Laureles, San Antonio y Tierra Colorada.

## Toponimia
Tepecoyo hasta ahora tiene una gran controversia acerca de lo que significa. En 1860, en un informe municipal se hace mención de "Cerro de los Coyotes" como significado de Tepecoyo, siendo Tepec cerro y coyo coyote. Sin embargo el investigador Jorge Lardé y Larín en su libro "Pueblos y villas de El Salvador" hace especificación de que Tepecoyo se traduce como "En el camino de coyoles y cerros", siendo coyol el nombre de una palmácea. En el año 2013 sale a la venta un controvertido libro de la historia de Tepecoyo, titulado "Tepecoyo en el Cerro", escrito por el arqueólogo tepecoyense Julián Tolentino y apoyado por diputados del depto. de La Libertad y la alcaldesa de Tepecoyo, en el cual apoya esta teoría. En el libro también menciona que la raíz náhuatl correcta para coyote es pooj'pe y no coyo. Debido a esto, la Alcaldía Municipal de Tepecoyo, siguiendo el ejemplo del alcalde capitalino Nayib Bukele decidió modificar el escudo de Tepecoyo y suprimirle la figura del coyote.
Sin embargo en el Gran Diccionario náhuatl ideado por Sybille de Pury y Marc Thouvenot y perteneciente a la Universidad Autónoma de México, la palabra coyo se traduce al significado de coyote. Esto también apoyado en muchos lugares que llevan la raíz coyo en su nombre y es traducido como coyote y no como coyol.

## Casco urbano
Su casco urbano consta de 5 barrios, organizados de este a oeste, de los cuales cuatro se conectan en el punto más conocido del pueblo, "El Amate", el cual es un pequeño redondel donde se encuentra dicho árbol, el cual ha sido replantado una vez y siendo un punto de referencia popular para toda la población del distrito donde las personas del casco urbano y los que bajan de la Cordillera del Bálsamo. En el Amate queda el punto de buses interdepartamentales del municipio (Ruta 106) y se pueden comprar diversas frutas, verduras, postres, entre otros. Antiguamente todos los barrios poseían un chorro público para que las personas obtuvieran agua potable, sin embargo ahora solo queda en funcionamiento el chorro del Amate.
- Barrio Concepción: Barrio que conecta la carretera principal con el poblado. En este se encuentran el estadio municipal "José Mario Gonzáles" y el arco de entrada. El barrio termina en una cruzada de calles, en el cual se encontraba antiguamente un chorro público. Este barrio, a pesar de ser la entrada principal al distrito, es el barrio más reciente del distrito, inaugurado aproximadamente en la década de los 1860. Cuando se previó que el tren pasaría por la ciudad de Ateos, se vio en la necesidad de construir una nueva entrada, por lo tanto, el barrio fue creado como acceso más inmediato al municipio. Fue nominado oficialmente "Barrio a la Inmaculada Concepción", ya que cuando fue inaugurado cuando se aceptó el dogma de parte de la Iglesia Católica por parte de Pío IX en 1854.

Actualmente, el barrio tiene una extensión total de 3 cuadras y media de largo, que comienza desde el final de la calle de acceso hasta el puesto policial distrital.. Conecta con tres barrios del distrito: Barrio San Esteban, Barrio San Sebastián y Barrio El Centro.
- Barrio San Sebastián: Barrio al norte del distrito. Comunicado con tres barrios por diferentes calles, en él se encuentra el límite norte del parque central. Es el segundo barrio más nuevo de todo el distrito, solo superado por el Barrio Concepción. Su largo era de aproximadamente de 6 cuadras, siendo el barrio más largo de todo el distrito en los siglos XVIII y XIX, pero debido a la toma de los vecinos a través de los años de una cuadra situada alrededor de las primeras dos calles paralelas del Barrio Concepción, ahora solo posee cinco.

- Barrio El Centro: Barrio central del pueblo, ubicado al este del Barrio El Calvario y al sur del Barrio San Sebastián. En este se encuentran el parque central y la iglesia parroquial, así mismo el atrio de la iglesia ahora utilizado como cancha de fútbol. Antiguamente, donde hoy es el actual parque central, se asentaba el cabildo del pueblo, la escuela parvularia, la antigua clínica municipal, y las desaparecidas oficinas de telégrafos y ANTEL.

 
La Iglesia del distrito ha pasado por muchas etapas. Para la década de 1970 la cúpula de la iglesia postcolonial elaborada de lámina y bajareque se dañó. Debido a que la cúpula se hundió en sus cimientos cerca de 1 vara, se dañaron las columnas y la nave central. Posterior a eso fue demolida y empezó la construcción de una nueva iglesia. Esta nueva iglesia fue diseñada con una tendencia contemporánea, reflejando los cambios del Concilio Vaticano II. Estaba formada por una nave central, como remate un altar labrado en mármol verde. Por fuera estaba coronada por dos torres de veinte metros de altura, forradas con ladrillo rojo granito, inspiradas estas en la torre del templo María Auxiliadora del Colegio Santa Cecilia, en Santa Tecla. Una de ellas estaba decorada con una cruz que podía ser vista desde los cerros redundantes por su iluminación amarilla, y la otra, rematada con el campanario. En el terremoto del 13 de enero de 2001, el techo de la iglesia se hundió, llevándose consigo gran cantidad de las cuatro paredes principales. 

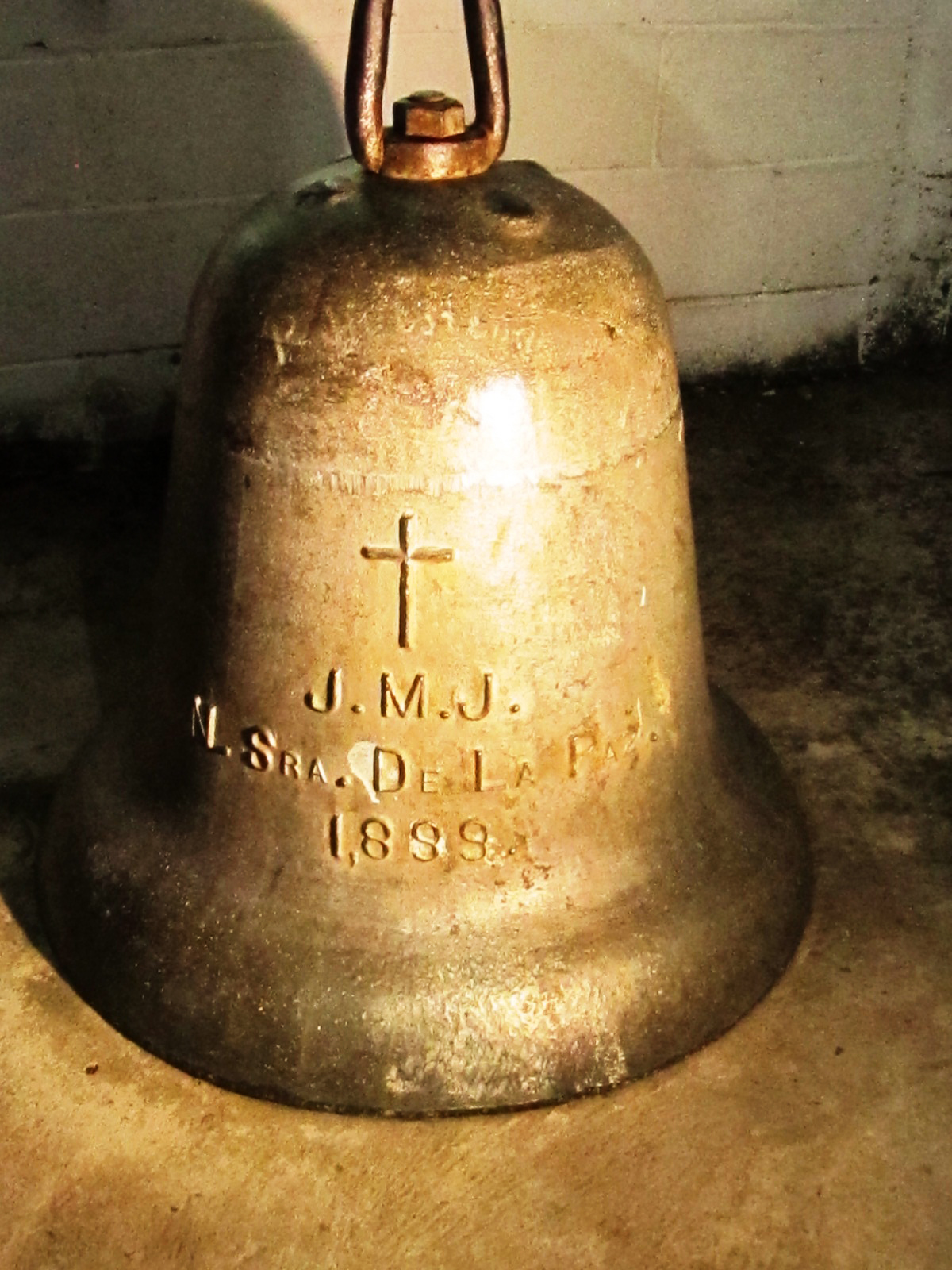
Campana de la Iglesia de Tepecoyo

 Una de las torres colapsó en sus bases, dañando el patio de la iglesia. En los meses siguientes fueron retirados los escombros y destruida la torre que quedaba en pie. Hubo esfuerzos por construir una nueva iglesia. Se presentaron muchos proyectos como una iglesia totalmente circular y convexa. No fue sino hasta el año 2008 que se empezó a construir una nueva iglesia con un diseño polémico debido a su falta de línea arquitectónica clara. Para el año 2022 se inaugura el campanario eclesial luego de veinte años sin campanario.
- Barrio San Esteban: Barrio al sur del distrito, en este se encuentra la oficina distrital (antigua alcaldía municipal) y el excolegio Manuel Antonio Mejía. Cuenta con una extensión total de cuatro cuadras. El edificio distrital fue inaugurado después de los terremotos del 2001.

- Barrio El Calvario: Barrio oeste del pueblo, en este se encuentran la casa de los Cumpas, la ermita del pueblo y conecta con el rastro municipal, actualmente inactivo. Este barrio es el más transitado y comercial del pueblo, debido a que en él se encuentran diversos negocios y conecta con la calle a "La Cumbre", por la cual se puede acceder al pueblo vecino de Jayaque y a la Cordillera del Bálsamo.

Alrededor de 1854 era la entrada principal de la población de Tepecoyo, siendo su entrada desde Sacacoyo, subiendo hoy al actual lugar donde se encuentra la Ermita del pueblo. Este barrio ha sido importante en el desarrollo del pueblo. Con el pasar de los años se fue convirtiendo en un punto de referencia para los habitantes y visitantes del distrito. Antiguamente, donde hoy se asienta el "Parque Eco-Turístico El Hogar" se localizaba antiguamente el Cementerio General, pero este se trasladó a kilómetro y medio más distante del distrito, en la calle que conduce a la Cordillera del Bálsamo luego de una peste de tifu.
Este barrio tiene una extensión de dos cuadras, desde el Amate hasta la Ermita, sin contar la extensión del rastro municipal, su inclinación baja le proporciona una geografía no tan accidentada como el Barrio El Centro, aunque en época de invierno las aguas lluvias recogidas en las montañas bajan a través de este barrio, convirtiéndolo en un auténtico canal. Así mismo en este barrio se encontraba la casa de la "Cofradía de los Cumpas" hasta el año 2017 y una de las casas más antiguas e históricas de Tepecoyo, en la cual ahora funciona una abarrotería.
El rastro municipal tiene una extensión de una cuadra y media, y al final de este se encuentran unos lavaderos municipales por donde corren aguas naturales, y donde algunos pobladores aún tienen la costumbre de lavar sus ropas y recolectar agua en cántaros para llevar a sus hogares.
- Puntos de interés:

- El Amate: es un redondel que cuenta con un árbol de dicha especie, ubicado en la intersección de los barrios El Centro, San Esteban y El Calvario. Es el punto de reunión más conocido por los pobladores y turistas del distrito, ya que cuenta con una alta tasa de tránsito, debido a que es el punto donde los autobuses que conducen de la capital al distrito y viceversa, empiezan su viaje.

- El Chorrito: es el punto de referencia contrario al Amate. Este se encuentra ubicado en la intersección de los barrios EL Centro, San Esteban y Concepción. Es llamado el chorrito ya que ahí se encuentra ubicado un chorro de abastecimiento público de agua, donde los pobladores pueden obtener agua potable.

- La Crusona: cruz de 3 m de alto ubicada en el inicio del barrio Concepción. Ahí es donde en Semana Santa, la venerada imagen de María de Dolores se encuentra con la imagen consagrada de Jesús Nazareno los Viernes Santo en el Vía Crucis anual.

- La Ermita: Pequeño templo católico del distrito ubicado en el Barrio El Calvario. Un punto de referencia clásico para los calvareños y el resto del distrito, además de ser punto de llegada y partida de algunas procesiones realizadas a lo largo del año, en especial dentro del marco de la celebración de la Semana Santa. Antiguamente tenía una plazuela frente a ella que por motivos desconocidos fue arrebatada por los vecinos aledaños.

- Parque Central: Hasta el año 2017, Tepecoyo contaba con dos parques centrales, sin embargo la alcaldía decidió la construcción de una cancha de fútbol en el lugar donde estaba el parque antiguo, destruyendo la concha acústica y el sistema de bi-parques del distrito, único en la Cordillera del Bálsamo.

### Religión
Alrededor del 60% de la población aún se mantiene en el seno de la Iglesia Católica, aunque en los últimos años se ha visto en aumento el aumento de otras religiones en el distrito. Las hermanas de la Caridad, Sor Delia Galicia G., Sor Rosa Inés Jara Jara y Sor Natalia Molina fundaron la Escuela de Capacitación donde se impartieron cursos de corte y confección, cosmetología, arte culinario y otras manualidades más, donde acudían jóvenes de 14 años de edad en adelante.

#### Iglesia Católica
La única iglesia católica de Tepecoyo está dedicada a San Esteban, y es la encargada de dirigir las actividades religiosas de todo el año como Semana Santa y fiestas patronales. Se encuentra ubicada frente al parque central, sobre Barrio El Centro. 
Dentro del casco urbano solamente se encuentra dicha iglesia y la ermita, un pequeño templo ubicado en la antigua entrada a Tepecoyo sobre el Barrio El Calvario, construida sobre terreno municipal y luego donado por la bienhechora Tránsito López. La ermita estuvo décadas a cargo de las hermanas Rosa y Juana Paz, así como de Tránsito López, destinándose ellas a la limpieza y mantenimiento del pequeño templo. La imagen de Cristo crucificado fue donado por una familia alemana asentada en Tepecoyo a finales del silo XIX. Así mismo, la imagen del Sagrado Corazón de Jesús fue donada por Célida Paz, tercer hermana de la familia Paz, locales del Barrio El Calvario. Antiguamente, como en los diseños de pueblos españoles, la ermita se encontraba a la entrada del distrito y contaba con un cementerio, el cual estaba ubicado en lo que hoy es la Finca El Hogar y el exrastro municipal. El cementerio fue cerrado debido a que fue llenado en su totalidad en una epidemia de tifu a finales del siglo XVIII. 

### Educación
El distrito cuenta con una escuela pública por cantón y la escuela pública del distrito llamada "Guillermo Schmidt" (antes denominada Escuela Urbana Mixta), en honor a un migrante alemán que donó el terreno para la construcción de dicha escuela. Así mismo se cuenta con el instituto de bachillerato, el cual comenzó como un lugar donde se impartía 3.er ciclo de educación básica, creado por iniciativa del profesor Arturo Recinos Ramírez, que con ayuda de maestros y pobladores se logró construir un edificio donde empezó a funcionar el plantel educativo, el cual es conocido por la población como "el instituto", "el tercer ciclo", "el bachillerato", entre otros.
Tepecoyo contó por más de 20 años con una de las pocas instituciones privadas de la Cordillera del Bálsamo: el "Colegio Manuel Antonio Mejía". Este colegio fue fundado por la maestra Margot Ramírez (fallecida en 2016). En él se impartían clases desde parvularia hasta 6.º grado de educación básica.
Profesores reconocidos del distrito de Tepecoyo:
- Margot Ramírez: fundadora del Colegio Manuel Antonio Mejía.
- Matilde Arely Paz de Cuéllar: directora de la escuela Guillermo Schmidt y destacada bienhechora del poblado.
- Bessy Cárcamo de Gamero: profesora y bienhechora del kinder y la parvularia del distrito.
- Manuel Antonio Mejía y Sotero Laínez: profesores salvadoreños que contribuyeron al desarrollo local de la educación.

## Hidrografía
El distrito al estar fundado sobre una colina, previene de inundaciones a sus habitantes del casco urbano alto, sin embargo los de las laderas del casco urbano (denominado casco urbano bajo) están más expuestos al peligro porque a los laterales del distrito corren los principales ríos. Los ríos que atraviesan la extensión territorial del distrito son: El Cedro, Acachapa, Apancoyo, Shutia, Talpunca, Tierra Colorada, Los Laureles y El Pital; las quebradas El Limón, Los Doce Palos, De la Lava, La Trine, El Guamo, El Pacen, La Poza del loro, De Minas, Los Encuentros, El Zope, La Cumbrita, Buena Vista y La Quebradona; los zanjones De la Javia, El Casco, El Bálsamo, El Matazano, La Bomba, El Zunza, y el Tesoro.

## Cultura y Turismo
Tepecoyo se caracteriza por tener una diversidad cultural rica en folklore, costumbres y tradiciones.

### Ecoturismo
El distrito, al estar asentado en la Cordillera del Bálsamo, es un lugar donde se puede practicar diferentes deportes, como el senderismo, bicicleta de montaña, montañismo, entre otros. Las personas pueden visitar el Cerro de las Cruces, ubicado a 910 m s. n. m., así como la peña de Nanahuatza, el muñeco y otros sitios al aire libre en las montañas que rodean el distrito.
El distrito cuenta con 4 parques públicos: El parque central, donde se puede disfrutar de aire fresco y practicar básquetbol y fútbol. El antiguo parque municipal, hoy la "Plazuela de la Iglesia", donde se puede también tomar aire fresco y en ocasiones especiales asistir a eventos con música realizados en la concha acústica del mismo parque. El parque ecoturístico "La amistad" y el parque ecoturístico "El Hogar", dos proyectos para impulsar el turismo en el distrito, inaugurados bajo la gestión del período municipal de la Lic. Matilde Arely Paz de Cuéllar. En estos parques se puede tomar aire libre, caminar por senderos y en "El Hogar", disfrutar de las piscinas que se encuentran en él.

### Arqueología
Tepecoyo es famoso por conservar vestigios arqueológicos ubicados en el cerro de Nanahuatzin, lugar de gran atracción turística con panorama especial, y donde se ubica la "Peña de Nanahuatza" y la piedra "El Muñeco".

### Semana Santa
La Semana Santa se empieza a celebrar con anticipación 7 semanas antes de la Semana Mayor como también es conocida por sus habitantes. Durante esas siete semanas, que coinciden con el tiempo de Cuaresma, todos los viernes sale la imagen del "Jesús Nazareno de las Tres Potencias" desde la Iglesia San Esteban a recorrer todas las calles y barrios del pueblo, celebrando el Vía Crucis, donde 14 familias y vecinos deciden levantar altares en la calle para cuando pase la imagen se rece en ese lugar y luego continúe su camino hasta llegar nuevamente a la Iglesia Central, sede de la Vicaría de San Esteban.

#### Viernes de Dolores
Este día sale la imagen de Jesús Nazareno haciendo el mismo recorrido de los viernes anteriores, solo que ahora acompañado con las imágenes de "San Juan" y la "Virgen de Dolores".

#### Domingo de Ramos
Aproximadamente a las 9:00 de la mañana, desde la Ermita del Calvario, entra triunfalmente la procesión de Jesús Triunfante, acompañado con un cortejo procesional y con una asistencia entre 200 y 300 personas que con los ramos de palma van acompañando la imagen por el recorrido en el distrito, hasta entrar a la Iglesia y culminar con una misa.

#### Viernes Santo
Entre las 9:00 y 10:00 de la mañana, desde la Iglesia Central sale con devoción la sagrada imagen del "Cristo de las Tres Potencias" en procesión, junto con las imágenes de la Dolorosa y San Juan. Recorriendo los diferentes barrios del distrito, la procesión se desplaza por las XIV estaciones del Vía Crucis, repartidas entre los habitantes del distrito. Durante la procesión se puede observar el acto del encuentro de Jesús con su madre en la cuarta estación, acompañado a modo de mensajero la imagen de San Juan, que mientras la imagen del Cristo llega hasta la cuarta estación, el anda del discípulo amado vuelve entre la imagen de Cristo y la de la Dolorosa hasta que ambos se encuentran el la "Crusona", en el final del Barrio Concepción. El cortejo religioso es acompañado por cantos populares y marchas fúnebres sacras en banda. Alrededor de las 12:00mm el cortejo entra nuevamente a la Iglesia Central para el acto de la "Crucifixión". Antiguamente, la procesión culminaba en el Barrio El Calvario, y ahí se realizaba la Crucifixión y partía por la noche el Santo Entierro.
Alrededor de la 13:00, se eleva la imagen del Cristo Sepultado en una gran cruz de color verde (antes café) y se le rinden actos religiosos según el rito de la Iglesia para la Semana Santa. A las 15:00 se declara la muerte de Jesús y la imagen es bajada con devoción por los parroquianos y puesta en la urna fúnebre para salir nuevamente en cortejo procesional alrededor de las 19:00.

#### Sábado Santo
Antiguamente se celebraba la procesión de la soledad, en donde la imagen de Nuestra Señora de Dolores era acompañada por la imagen de San Juan hasta la ermita El Calvario. La actual hermandad de Jesús Nazareno de la Parroquia San Esteban Tepecoyo ha suprimido sin razón aparente esta antigua procesión y modificado sustancialmente otras tradiciones de Semana Santa causando descontento entre los pobladores del distrito.

### Festividad de los Cumpas
La "Festividad de los Cumpas" es una celebración conjunta que se celebra en tres poblaciones diferentes: Cuisnahuat, Tepecoyo y Jayaque. En Tepecoyo se celebra los días 21, 22 y 23 de julio. 

#### 21 de julio
El 21 de julio por la tarde, se hace una procesión llamada "paseo" en donde San Esteban sale desde la "Casa de la Cofradía" en un cortejo procesional para recordar la llegada de los cumpas (palabra náhuat que significa "compadre"). Luego, vuelve a la Casa de la Cofradía para que se realice un Santo Rosario y luego la Banda Regimental de Caballería realice la serenata al patrono. En este rezo se entregaba en décadas anteriores pan dulce, tamales, café y puros para la población del pueblo.

#### 22 de julio
El 22 de julio alrededor de las 5:00 de la mañana, la Banda Municipal ofrece una alborada por todos los barrios del pueblo. Alrededor de las 8:00 de la mañana los miembros de la Cofradía de los Cumpas "San Esteban Tepecoyo" reciben a la comitiva de la Cofradía "San Cristóbal de Jayaque" al son de un tambor de cuero que tiene alrededor de 150 años de existencia. A los presentes en la recepción se les pone en la camisa un botón de flores para señalar que es partícipe de la fiesta. Junto con la comitiva recién llegada también se hacen presentes los alcaldes de los distritos invitados como San Antonio del Monte, Cuisnahuat, Tepecoyo, Jayaque y Talnique, así como otros distritos vecinos como Sacacoyo, Antiguo Cuscatlán y Colón. También a lo largo de años de la celebración se hacen presentes diputados de la Asamblea Legislativa de todos los partidos políticos y otros funcionarios públicos.
La imagen de San Esteban junto con los invitados se trasladan en procesión al Barrio Concepción, al lugar llamado "la Crusona", donde la comitiva se encuentra con las imágenes de San Antonio del Monte y San José de Los Sitios con sus representantes y acompañantes. En el lugar, las imágenes se colocan a unos quince metros separadas en las calles y hacen tres saludos (inclinando el anda al frente, signo de reverencia) representando a la Santísima Trinidad. En cada saludo se acercan y en el tercer y último saludo quedan frente a frente y sucede el primer encuentro de la fiesta, donde las primeras tres imágenes se reúnen y luego de la Crusona salen en procesión con sus comitivas hacia el Barrio El Calvario (frente a la Ermita) para recibir a los últimos viajeros y cumpas: San Lucas y San Cristóbal. Al llegar al Amate antes del encuentro final, se incorporan los "Historiantes", representando a los moros y cristianos. Al llegar a la Ermita, se realiza la misma dinámica de los tres saludos y el encuentro final se realiza, colocándose las cinco imágenes en procesión para salir en marcha a la iglesia parroquial del distrito, donde se encuentran alrededor de 300 personas que participan de esta procesión de varios lugares y pueblos diferentes de El Salvador. Al finalizar la misa alrededor de la una de la tarde, las imágenes son trasladas a la casa de la Cofradía de los Cumpas para la veneración de los fieles y donde se rezan Rosarios en honor a ellos. 
Luego de la mañana religiosa comienza alrededor de las 14.00 las actividades culturales frente al Amate coordinados por la municipalidad de Tepecoyo donde se realizan: festivales coreográficos, bailes folklóricos, música de banda militar, música de marimba, venta de artesanías, platos típicos, entre otros. En la noche se realiza el baile popular con discomóvil y orquestas de variedades. Para la fiesta de Los Cumpas la Policía Nacional Civil y la Fuerza Armada brindan dispositivos de seguridad para las personas que asisten a la festividad.

## Política

### Listado de alcaldes que tuvo como municipio
| Nombre                                | Período       | Partido     |
| ------------------------------------- | ------------- | ----------- |
| Sr. Ricardo de León (+)               | 1975          | Desconocido |
| Sra. Marta Rosalinda Girón (†)        | 1976-1979     | Desconocido |
| Sr. Ricardo Henríquez                 | 1979-1981     | Desconocido |
| José Vásquez Esquivel                 | 1982          | Desconocido |
| Benigno Flores                        | 1982          | Desconocido |
| Celestino Antonio Deras               | 1982-1983     | Desconocido |
| Sra. Concha Vda. de Madrid (†)        | 1984          | Desconocido |
| Sra. Elena Girón                      | 1984-1988     | PCN         |
| Lic. Raúl Pleitéz                     | 1988-1994     | PCN         |
| Sr. Ovidio Martínez                   | 1994-2006     | ARENA       |
| Sr. Alfredo Estrada                   | 2006-2009     | PCN         |
| Lic. Matilde Arely Paz de Cuéllar (†) | 2009-2012     | ARENA       |
| Sra. Ana Janet González*              | 2012-presente | GANA        |

El 22 de junio del año 2023 entró en vigencia la Ley Especial de Reorganización Municipal, donde se extingue el municipio de Tepecoyo y el cargo de alcalde de Tepecoyo es abolido al este convertirse en distrito. La alcaldesa Janet González seguirá en su cargo hasta el 2024.
- Período como alcaldesa al frente de concejo pluralista, integrado también por ARENA, FMLN Y PCN.

## Geografía
La extensión territorial del distrito es de 61,40 km², y la cabecera se encuentra situada a 780 m s. n. m. Limita con los siguientes distritos: 
| Noroeste: Armenia               | Norte: Sacacoyo | Noreste: Jayaque |
| Oeste: San Julián y Armenia     |                 | Este: Jayaque    |
| Suroeste: Santa Isabel Ishuatán | Sur: Teotepeque | Sureste: Jayaque |

En su territorio se encuentran nueve cerros los cuales contienen importantes mantos acuíferos, así como diversidad de flora y fauna:
| Nombre       | Altura   |
| ------------ | -------- |
| San Pablo    | 743.00m  |
| Tecacaste    | 830.00m  |
| La Escoba    | 940.00m  |
| Las Crucitas | 1269.00m |
| del Macho    | 1000.00m |
| La Calavera  | 1308.00m |
| Guatemala    | 1274.00m |
| de Petacas   | 960.00m  |
| El Coyolar   | 880.00m  |

### Clima
El clima del distrito es templado. A pesar de que el sistema de estaciones de El Salvador solamente se dividen en estación seca y estación lluviosa, el distrito cuenta con flora que bota sus hojas y flores como en el otoño de América del Norte.
Podemos dividir al distrito de estación seca desde febrero a abril, y estación lluviosa de mayo a diciembre en el parámetro estándar del país, y de la siguiente manera en las cuatro estaciones clásicas:
- Primavera: finales de enero y mediados de mayo. En este período se presentan chubascos aislados y empiezan a renovar hojas diferentes tipos de árboles y arbustos del distrito.

- Verano: fin de la primavera en mayo hasta acabar el mes de julio. Este mes se caracteriza por un flujo medio de lluvias al final de su período. En su principio predominan las altas temperaturas y florece gran parte de la flora del distrito debido a que los días de Sol su ausencia está presente casi en 11 h completas.

- Otoño: principio de agosto a mediados de octubre. Esta estación se caracteriza por el elevado número de precipitaciones, presentando hasta dos o tres días seguidos de lluvias moderadas e intensas. En este período los huracanas del Atlántico y Pacífico muchas veces afectan al distrito.

- Invierno: finalización del otoño hasta últimos días de enero. Se reduce en número de precipitaciones y las temperaturas bajan entre 5 y 10 °C, siendo el mes de diciembre el que registra las temperaturas más bajas anualmente.

| Parámetros climáticos promedio de (Barrio El Calvario) | Parámetros climáticos promedio de (Barrio El Calvario) | Parámetros climáticos promedio de (Barrio El Calvario) | Parámetros climáticos promedio de (Barrio El Calvario) | Parámetros climáticos promedio de (Barrio El Calvario) | Parámetros climáticos promedio de (Barrio El Calvario) | Parámetros climáticos promedio de (Barrio El Calvario) | Parámetros climáticos promedio de (Barrio El Calvario) | Parámetros climáticos promedio de (Barrio El Calvario) | Parámetros climáticos promedio de (Barrio El Calvario) | Parámetros climáticos promedio de (Barrio El Calvario) | Parámetros climáticos promedio de (Barrio El Calvario) | Parámetros climáticos promedio de (Barrio El Calvario) | Parámetros climáticos promedio de (Barrio El Calvario) |
| Mes                                                    | Ene.                                                   | Feb.                                                   | Mar.                                                   | Abr.                                                   | May.                                                   | Jun.                                                   | Jul.                                                   | Ago.                                                   | Sep.                                                   | Oct.                                                   | Nov.                                                   | Dic.                                                   | Anual                                                  |
| ------------------------------------------------------ | ------------------------------------------------------ | ------------------------------------------------------ | ------------------------------------------------------ | ------------------------------------------------------ | ------------------------------------------------------ | ------------------------------------------------------ | ------------------------------------------------------ | ------------------------------------------------------ | ------------------------------------------------------ | ------------------------------------------------------ | ------------------------------------------------------ | ------------------------------------------------------ | ------------------------------------------------------ |
| Temp. máx. abs. (°C)                                   | 29                                                     | 30                                                     | 31                                                     | 31                                                     | 30                                                     | 29                                                     | 30                                                     | 30                                                     | 30                                                     | 29                                                     | 29                                                     | 28                                                     | 30                                                     |
| Temp. máx. media (°C)                                  | 28.5                                                   | 29.4                                                   | 30.2                                                   | 30.4                                                   | 29.7                                                   | 28.7                                                   | 29.8                                                   | 30.0                                                   | 29.1                                                   | 28.3                                                   | 28.1                                                   | 27.7                                                   | 28.8                                                   |
| Temp. media (°C)                                       | 20.9                                                   | 21.1                                                   | 23.6                                                   | 24.5                                                   | 22.5                                                   | 22.1                                                   | 23.4                                                   | 23.4                                                   | 22.7                                                   | 21.3                                                   | 21.0                                                   | 20.5                                                   | 22.4                                                   |
| Temp. mín. media (°C)                                  | 14.5                                                   | 15.5                                                   | 15.8                                                   | 16.5                                                   | 17.1                                                   | 17.3                                                   | 16.4                                                   | 16.3                                                   | 16.5                                                   | 16.0                                                   | 15.4                                                   | 15.0                                                   | 15.1                                                   |
| Temp. mín. abs. (°C)                                   | 8.5                                                    | 9.6                                                    | 10.5                                                   | 12.6                                                   | 12.7                                                   | 14.1                                                   | 15.7                                                   | 15.2                                                   | 11.6                                                   | 10.3                                                   | 9.4                                                    | 6.7                                                    | 11.40                                                  |
| Precipitación total (mm)                               | 7.0                                                    | 3.0                                                    | 9.0                                                    | 36.0                                                   | 152.0                                                  | 292.0                                                  | 316.0                                                  | 311.0                                                  | 368.0                                                  | 227.0                                                  | 38.0                                                   | 10.0                                                   | 1779.0                                                 |
| Días de precipitaciones (≥ 0.25 mm)                    | 5.0                                                    | 5.1                                                    | 8.9                                                    | 10.1                                                   | 14.8                                                   | 12.1                                                   | 14.5                                                   | 15.9                                                   | 21.3                                                   | 20.4                                                   | 16.8                                                   | 11.7                                                   | 156.6                                                  |
| Horas de sol                                           | 262.6                                                  | 263.8                                                  | 262.5                                                  | 235.6                                                  | 196.1                                                  | 150.0                                                  | 202.2                                                  | 235.5                                                  | 169.9                                                  | 200.4                                                  | 245.8                                                  | 264.1                                                  | 2688.5                                                 |
| Fuente: The Weather Channel (extremas)                 |                                                        |                                                        |                                                        |                                                        |                                                        |                                                        |                                                        |                                                        |                                                        |                                                        |                                                        |                                                        |                                                        |